# Alessandria del Carretto
Alessandria del Carretto ist ein Ort in der Provinz Cosenza in der italienischen Region Kalabrien mit 352 Einwohnern (Stand 31. Dezember 2023).
Alessandria del Carretto liegt 122 km nördlich von Cosenza. 
Die Nachbargemeinden sind: Albidona, Castroregio, Cerchiara di Calabria, Cersosimo (PZ), Oriolo, Plataci, San Paolo Albanese (PZ) und Terranova di Pollino.

## Film
Im Jahre 2010 drehte der Mailänder Regisseur und Drehbuchautor Michelangelo Frammartino in Alessandria del Carretto und Umgebung den Spielfilm Vier Leben über das Leben eines alten Ziegenhirten. Der Film wurde zum Teil von ZDF und arte finanziert und hatte 2011 in Deutschland seine Filmpremiere.